# Emma Hewitt
Emma Louise Hewitt (Geelong, 1988. április 28. –) ausztrál énekesnő és dalszerző.
Fiatalon zenélni kezdett, ő és testvére, Anthony megalapították a "Missing Hours" nevű rockegyüttest, amelynek 2008-ban nagylemeze is megjelent. Ezt követően hamar befejezték rockzenei tevékenységüket, 2010-re Európába költöztek, és az elektronikus zene irányába fordultak.
Emma Hewitt már 2007-ben kiadta első, Chris Lake brit DJ-vel közös szóló kislemezét progresszív house stílusban, "Carry Me Away" címmel. Ezt követően lett trance énekesnő, aki olyan előadók dalaihoz adta a vokáljait, mint Armin van Buuren, a Dash Berlin, a Cosmic Gate, Gareth Emery, Serge Devant, BT vagy éppen Schiller. 2020-ban Ilan Bluestone és Maor Levi megalapította az Elysian nevet viselő progressive trance együttest.

## Diszkográfia
- Missing Hours (2008) – a Missing Hours együttes tagjaként
- Burn the Sky Down (2012)
- Water EP (2020) – az Elysian tagjaként